# Tenu
Le Tenu est une rivière française de la Loire-Atlantique qui alimente l'Acheneau.

## Géographie

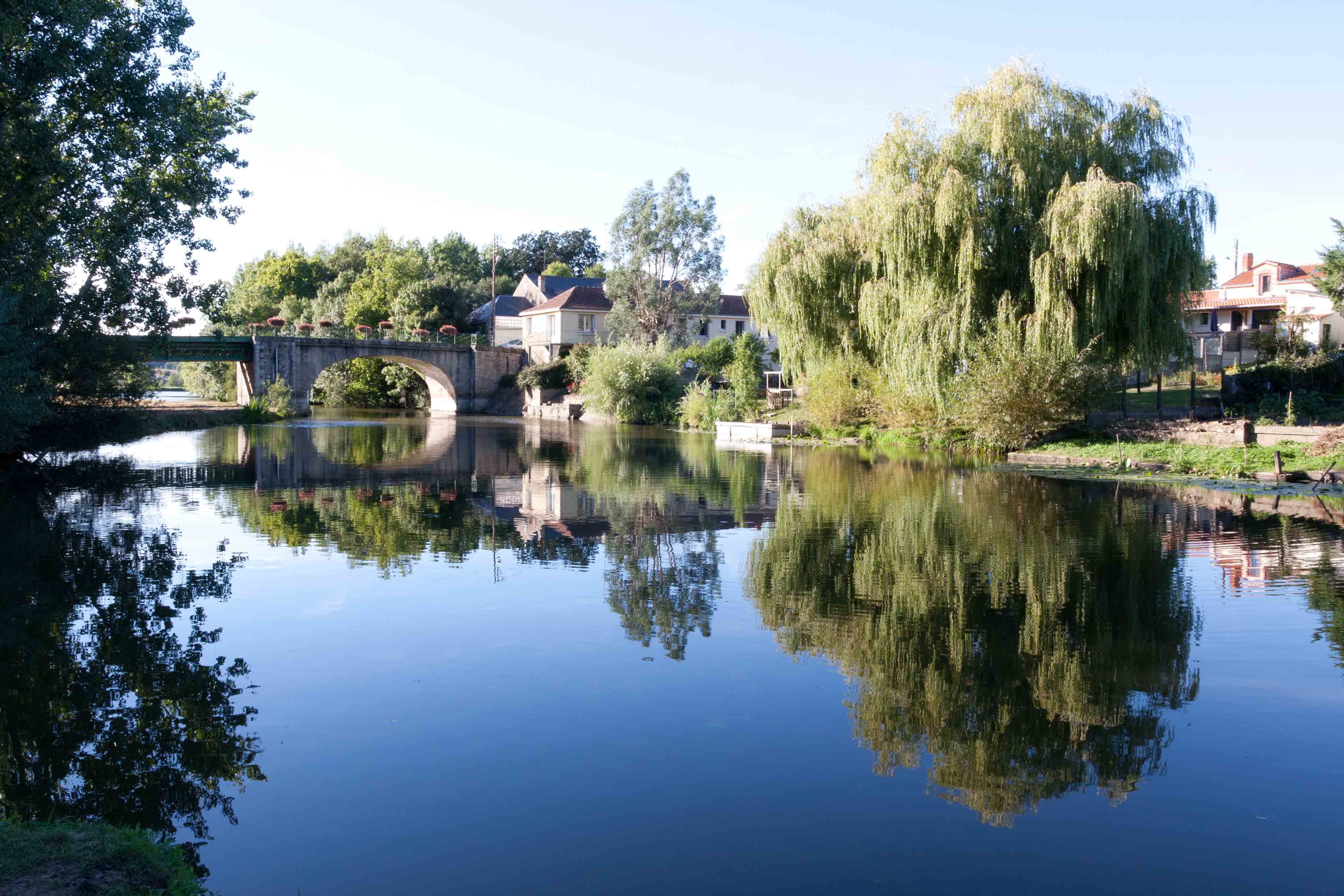
Le Tenu à Saint-Mars-de-Coutais.

Le Tenu prend sa source à Touvois, traverse le sud de la Loire-Atlantique, et atteint l'Acheneau, à l'ouest du lac de Grand-Lieu, entre Port-Saint-Père, Saint-Mars-de-Coutais et Saint-Léger-les-Vignes. Sa longueur est de 34,9 km.

## Communes traversées
Le Tenu traverse ou constitue la limite des communes suivantes :
- Touvois, Corcoué-sur-Logne, Machecoul, La Marne, Saint-Même-le-Tenu, Sainte-Pazanne, Saint-Mars-de-Coutais, Port-Saint-Père, Saint-Mars-de-Coutais, Saint-Léger-les-Vignes